# صدمة الولادة (الجسدية)
صدمة الولادة (بالإنجليزية: Birth trauma) هي ضرر أنسجة وأعضاء طفل حديث الولادة، غالبًا نتيجة للضغط الجسدي أو الصدمة أثناء الولادة.غالبًا ما تكون ضرر الدماغ أو الجمجمة.
تعود الدراسة الطبية لصدمة الولادة إلى القرن السادس عشر، والنتائج المورفولوجية للولادة الخاطئة موصوفة في الأدبيات الطبية في عصر النهضة. تحتل إصابة الولادة مجالًا فريدًا من مجالات القلق والدراسة في القانون الطبي.
ومع ذلك، غالبًا ما تكون هناك اختلافات واضحة يجب إجراؤها بين تلف الدماغ الناجم عن صدمة الولادة وتلك التي يسببها الاختناق داخل الرحم. من المهم أيضًا التمييز بين صدمة الولادة وإصابة الولادة. تشمل إصابات الولادة أي أضرار جهازية تحدث أثناء الولادة (نقص الأكسجين داخل الرحم، التأثير السمي، أضرار ناتجة عن جزيء حيوي، عوامل مسببة للعدوى)، ولكن صدمة الولادة تركز إلى حد كبير على الأضرار الميكانيكية، الحدبة المصلية الدموية، الرضوض، نزيف على طول ازاحة عظام الجمجمة، والورم الدموي تحت المحفظة في الكبد من بين إصابات الولادة المبلغ عنها. صدمة الولادة من ناحية أخرى، يشمل الآثار الجانبية المستمرة لإصابات الولادة الجسدية.

## العلامات والأعراض
يمكن أن تحدث مضاعفات للأم والرضيع بعد الولادة المؤلمة.
صدمة الولادة غير شائعة في العالم الغربي فيما يتعلق بمعدلات العالم الثالث، تحدث الإصابة في الغرب في 1.1% من حالات الولادة القيصرية.

## الأسباب
- لا تناسب رأسي حوضي(عندما تكون قدرة الحوض غير كافية للسماح للجنين بالعبور لقناة الولادة).
- الولادة السريعة.
- الولادة المطولة.
- وضع الولادة غير مناسب.
- ولادة غير متناظرة.
- وضعية الجنين.
- معدل ونسبة دوران الجنين خلال الولادة.
- تسريع وتحفيز الولادة.
- مجىء مقعدي.
- ملقط واستخراج بالتخلية (شفط).[3]

يمكن أن يحدث عدد من الإصابات أثناء عملية الولادة، إصابة الضفيرة العضدية تحدث 0.4 إلى 5.1 رضيع لكل 1000 مولود حي. يمكن أن تؤدي صدمة الرأس وضرر الدماغ أثناء الولادة إلى عدد من الحالات تشمل: حدبة مصلية دموية، ورم دموي رأسي، نزيف تحت اللسان، ورم الدموي تحت الجافية، نزف تحت العنكبوتية، ونزيف فوق الجافية ونزيف داخل البطين، والكسرهو الأكثر شيوعًا أثناء الولادة هو الترقوة بنسبة (0.5%).

## علم الأوبئة

معدل السنة الحياتية للإعاقة، باحتساب مواليد الاختناق والصدمات عند الولادة لكل 100,000 نسمة في عام 2002.
no data
less than 150
150-300
300-450
450-600
600-750
750-900
900-1050
1050-1200
1200-1350
1350-1500
1500-1750
more than 1750